# Anna Maria Lluïsa de Mèdici
Anna Maria Lluïsa de Mèdici (Florència, Gran Ducat de Toscana 1667 - íd. 1743) fou una princesa de Toscana, l'última representant de la família dels Mèdici, que es convertí en princesa electora pel seu matrimoni.

## Orígens familiars
Va néixer l'11 de juliol de 1667 a la ciutat de Florència sent filla del Gran Duc Cosme III de Mèdici i Margarida Lluïsa d'Orleans. Fou neta per línia paterna de Ferran II de Mèdici i Victòria della Rovere, i per línia materna de Gastó d'Orleans i Margarida de Lorena.
Fou germana de Ferran de Mèdici, príncep hereu de la família, i de Joan Gastó I de Mèdici.

## Núpcies i descendents
El 5 de juny de 1690 es casà amb Johann Wilhelm von der Pfalz, fill de Felip Guillem I del Palatinat i Elisabet Amàlia de Hessen-Darmstadt. D'aquesta unió no tingueren fills.

## Extenció dels Mèdici
A la mort del seu espòs, ocorreguda el juny de 1716, retornà a Florència, on estava ja prop l'extinció de la família Mèdici. Havien estat, de fet, estèrils els matrimoni dels seus germans Ferran i Joan Gastó i també la tragicòmica temptativa de Cosme III de fer abandonar els hàbits cardenalicis al seu germà menor Francesc Maria amb l'esperança d'aconseguir un hereu.
Cosme III, resignat a l'extinció de la seva dinastia, va intentar perllongar el govern disposant que a la seva mort el tron passés a Anna Maria Lluïsa, però la proposta va ser bloquejada per les potències europees que consideraven el Gran Ducat de Toscana com una preciosa peça en el joc de mercadeig de trons. Després de diverses guerres i tractats, es va decidir que el tron toscà passés a Francesc de Lorena.
A la mort del seu germà Joan Gastó el 1737 el representant de Francesc de Lorena oferí a Anna Maria la regència del Gran Ducat en nom seu, però la princesa va declinar l'oferta, romanent però al Palau Pitti dedicant-se a la seva passió per l'art i les antiguitats. Abans de morí, fet ocorregut el 18 de febrer de 1743, establí mitjançant la signatura d'un "Pacte de família" que les obres d'art dels Mèdici romanguessin a Florència i que no passés el mateix amb les obres dart dels ducs d'Urbino, que a l'extinció de la Dinastia della Rovere fou espoliada.